# Les Héritiers d'Enkidiev
Les Héritiers d’Enkidiev est une série de romans d’heroic fantasy de l’écrivaine québécoise Anne Robillard. Suite de Les Chevaliers d’Émeraude, la série est composée de douze tomes, soit le même nombre de tomes que cette dernière.

## Description
Quinze ans après la victoire face à l’Empereur Amecareth, les Chevaliers reviennent à leur vie quotidienne. D’étonnants couples se forment, des révélations sont faites… Mais, tous sont loin de se douter que les dieux de deux des trois panthéons préparent une guerre sans précédent, jouant avec les humains comme avec des pions. Que faire pour empêcher Lycaon et Étanna de s'entre-déchirer, sans mêler les Gahriyals dans leurs affaires ? Que feront Onyx et ses hommes pour se déjouer des plans machiavéliques des dieux sournois et avides de pouvoir ? Les héritiers d'Enkidiev partent à la conquête de terres inconnues. Mais que trouveront-ils au-delà des territoires d'Enkidiev ?

## Publication
1. Renaissance, Wellan Inc., 2010, 459 p.  (ISBN 978-2-98104-282-8)Réédité aux éditions Michel Lafon en 2011, 348 p. (ISBN 978-2-7499-1395-7), puis par les mêmes éditions au format poche en 2016, 380 p. (ISBN 979-1-0224-0160-9)
2. Nouveau Monde, Wellan Inc., 2010, 471 p.  (ISBN 978-2-98104-285-9)Réédité aux éditions Michel Lafon en 2011, 337 p. (ISBN 978-2-7499-1495-4), puis par les mêmes éditions au format poche en 2016, 364 p. (ISBN 979-1-0224-0161-6)
3. Les Dieux ailés, Wellan Inc., 2011, 480 p.  (ISBN 978-2-98104-288-0)Réédité aux éditions Michel Lafon en 2012, 333 p. (ISBN 978-2-7499-1612-5), puis par les mêmes éditions au format poche en 2016, 354 p. (ISBN 979-1-0224-0162-3)
4. Le Sanctuaire, Wellan Inc., 2011, 448 p.  (ISBN 978-2-92392-502-8)Réédité aux éditions Michel Lafon en 2012, 330 p. (ISBN 978-2-7499-1652-1), puis par les mêmes éditions au format poche en 2017, 336 p. (ISBN 979-1-0224-0163-0)
5. Abussos, Wellan Inc., 2012, 450 p.  (ISBN 978-2-92392-508-0)Réédité aux éditions Michel Lafon en 2013, 315 p. (ISBN 978-2-7499-1885-3), puis par les mêmes éditions au format poche en 2017, 330 p. (ISBN 979-1-0224-0164-7)
6. Nemeroff, Wellan Inc., 2012, 458 p.  (ISBN 978-2-92392-555-4)Réédité aux éditions Michel Lafon en 2013, 311 p. (ISBN 978-2-7499-1975-1), puis par les mêmes éditions au format poche en 2017, 344 p. (ISBN 979-1-0224-0165-4)
7. Le Conquérant, Wellan Inc., 2013, 463 p.  (ISBN 978-2-92392-557-8)Réédité aux éditions Michel Lafon en 2014, 314 p. (ISBN 978-2-7499-2206-5), puis par les mêmes éditions au format poche en 2018, 359 p. (ISBN 979-1-0224-0166-1)
8. An-Anshar, Wellan Inc., 2013, 456 p.  (ISBN 978-2-92392-560-8)Réédité aux éditions Michel Lafon en 2014, 314 p. (ISBN 978-2-7499-2225-6), puis par les mêmes éditions au format poche en 2018, 342 p. (ISBN 979-1-0224-0167-8)
9. Mirages, Wellan Inc., 2014, 456 p.  (ISBN 978-2-92392-562-2)Réédité aux éditions Michel Lafon en 2015, 315 p. (ISBN 978-2-7499-2403-8), puis par les mêmes éditions au format poche en 2018, 354 p. (ISBN 979-1-0224-0168-5)
10. Déchéance, Wellan Inc., 2014, 451 p.  (ISBN 978-2-92392-564-6)Réédité aux éditions Michel Lafon en 2015, 323 p. (ISBN 978-2-7499-2404-5), puis par les mêmes éditions au format poche en 2019, 374 p. (ISBN 979-1-0224-0169-2)
11. Double Allégeance, Wellan Inc., 2015, 456 p.  (ISBN 978-2-92444-228-9)Réédité aux éditions Michel Lafon en 2016, 312 p. (ISBN 978-2-7499-2725-1), puis par les mêmes éditions au format poche en 2019, 353 p. (ISBN 979-1-0224-0170-8)
12. Kimaati, Wellan Inc., 2015, 416 p.  (ISBN 978-2-92444-245-6)Réédité aux éditions Michel Lafon en 2016, 309 p. (ISBN 978-2-7499-2726-8), puis par les mêmes éditions au format poche en 2020, 353 p. (ISBN 979-1-0224-0171-5)